# 岐阜県道342号平成記念公園線
岐阜県道342号平成記念公園線（ぎふけんどう342ごう へいせいきねんこうえんせん）とは、かつて岐阜県美濃加茂市内を通っていた一般県道である。2018年（平成30年）4月1日に廃止された。

## 概要
岐阜県美濃加茂市山之上町のぎふ清流里山公園（旧名称：平成記念公園 日本昭和村）の入口と同所の国道418号を結ぶわずか389mの短い路線であった。東海環状自動車道の美濃加茂インターチェンジへのアクセス道路でもあった。

### 路線データ
廃止時点でのデータは以下の通り。
- 起点：県営平成記念公園（岐阜県美濃加茂市山之上町、現：ぎふ清流里山公園）
- 終点：一般国道418号交点（岐阜県美濃加茂市山之上町）
- 総延長：389m

## 歴史
- 2018年（平成30年）4月1日：廃止[1]（2017年に全区間が国道418号と重用されるようになったためと思われる。）

## 地理

### 通過していた自治体
- 岐阜県
  - 美濃加茂市

### 交差していた道路
- 東海環状自動車道 美濃加茂IC（美濃加茂市山之上町）
- 国道41号 美濃加茂バイパス（美濃加茂市山之上町）
- 国道418号（美濃加茂市山之上町）

## 周辺
- ぎふ清流里山公園（旧名称：平成記念公園 日本昭和村）
- 道の駅みのかも